# Orsilochos (Sohn des Diokles)
Orsilochos (altgriechisch Ὀρσίλοχος Orsílochos), auch Ortilochos (Ὀρτίλοχος Ortílochos), ist eine Person der griechischen Mythologie.
Bei Homer ist Orsilochos der Sohn des Diokles, eines Abkömmlings des Flussgottes Alpheios und Königs von Pharai, und der Zwillingsbruder des Krethon. Gemeinsam mit seinem Bruder nimmt er am Trojanischen Krieg teil, wo sie als tapferste Kämpfer unter den Danaern gelten. Im Kampf werden die Brüder von Aineias getötet, was den um sie trauernden Menelaos zu einem Vorstoß gegen die Trojaner bewegt.
Pausanias berichtet, dass Antikleia, die Mutter des Gorgasos und des Nikomachos, eine Schwester des Orsilochos ist.